# Vito Miceli
Vito Miceli (Trapani, 6 gennaio 1916 – Roma, 1º dicembre 1990) è stato un generale e politico italiano, direttore del Servizio informazioni difesa (SID) dal 1970 al 1974.

## Biografia

### Attività militare
Volontario durante la Guerra d'Etiopia nell'8º Reggimento bersaglieri. Tenente dei bersaglieri durante la seconda guerra mondiale in Africa orientale, fu ferito e catturato dai britannici a Gondar e rimase sei anni prigioniero in India nei campi per non cooperatori. Fu insignito della medaglia d'argento al valore militare. Scalò nel dopoguerra i vertici dell'Esercito Italiano e, nominato generale, guidò le divisioni Centauro e poi Ariete.

### Attività d'intelligence
Dopo essere stato al NATO Defense College, e addetto militare alle ambasciate di Bonn e Parigi, è stato capo del SIOS (Servizio di controspionaggio) dell'Esercito Italiano dal 1969 al 1970. In questo periodo conobbe Licio Gelli. Il 16 ottobre 1970 divenne direttore del SID (Servizio Informazioni della Difesa). Nei primi anni settanta insieme al capo del SIOS Roberto Jucci, aveva sventato un golpe contro il Colonnello Muʿammar Gheddafi. Si distinse per una linea filo-araba in politica estera, in linea con quella del presidente del consiglio Aldo Moro.
In occasione del tentato golpe Borghese del 7-8 dicembre 1970, secondo quanto riferito dall'ufficiale del SID Federico Guasca Queirazza, venne immediatamente informato, ma prese tempo, permettendo ai partecipanti al golpe di fuggire. Inoltre in seguito appose il segreto militare sul rapporto che elencava i partecipanti. Diede inoltre protezione a Guido Giannettini, il cosiddetto "agente Z", indagato per la strage di Piazza Fontana.
Come ammesso dallo stesso Miceli cinque anni più tardi, fu del resto attivamente coinvolto nel gioco politico, opponendosi nel 1971 alla nomina di Giulio Andreotti come presidente del consiglio.
Secondo un articolo del New York Times, nel 1972 Miceli avrebbe ricevuto 800.000 dollari dagli Stati Uniti per operazioni sotto copertura relativamente al finanziamento di alcuni partiti in funzione anticomunista. Tale articolo venne successivamente sostanzialmente confermato dal rapporto Pike.
Nel corso dell'estate 1973 si accentuò l'ostilità tra Miceli e il generale Gianadelio Maletti, a capo del reparto "D" e vice di Miceli nel SID e anch'egli membro della P2, anche a causa della diversa linea tenuta dai due in materia di politica estera, dato che Maletti era su posizioni filo-israeliane. Nell'ambito di tale contrasto, secondo una sentenza del giudice Renato Improta, Miceli si sarebbe servito dell'agenzia OP di Mino Pecorelli.

### Indagini, arresto e processo
Il 13 marzo 1974 Miceli venne interrogato una prima volta dai giudici padovani Tamburino e Annunziante nell'ambito di un'inchiesta sulla Rosa dei venti, un gruppo clandestino di cui facevano parte elementi dei servizi segreti dei quali è stato supposto un coinvolgimento in attentati, stragi per rovesciare l'ordine costituzionale. Miceli non rispose invocando il segreto di stato.
Nel 1974 Maletti stilò un rapporto, consegnato ad Andreotti, all'epoca ministro della Difesa, dal quale risultava una registrazione di un incontro che Miceli avrebbe avuto con il principe Borghese prima del tentato colpo di stato del 1970. Una parte del rapporto venne successivamente inviata alla magistratura romana, che aprì un fascicolo. Il 1º luglio 1974 Miceli venne promosso generale di Corpo d'Armata e sostituito ai vertici del SID da Mario Casardi, ma il 16 settembre venne messo a disposizione da Andreotti, rimuovendolo così dal servizio attivo. L'8 ottobre Miceli fu interrogato dal giudice D'Ambrosio.
Mentre continuava l'inchiesta sul presunto coinvolgimento nel tentato golpe Borghese, Miceli fu arrestato il 31 ottobre 1974 su mandato dei giudici padovani, con l'accusa di cospirazione contro lo Stato e falso ideologico, nell'ambito dell'inchiesta sulla Rosa dei venti, con l'accusa di essere tra i dirigenti del cosiddetto "super SID", una struttura segreta militare parallela. Una volta arrestato Miceli si limitò a rilasciare un'ambigua dichiarazione sul fatto che da lì in poi si sarebbe sentito parlare del terrorismo rosso, invocando poi il segreto politico-militare. Il 30 dicembre l'indagine sulla Rosa dei Venti venne trasferita a Roma, unificandola a quella sul golpe Borghese. Il pm romano, Claudio Vitalone, accettò il segreto di stato opposto da Miceli alle domande dei magistrati. Il 4 maggio 1975 Miceli venne posto in libertà provvisoria, dopo che l'accusa di cospirazione era stata derubricata a favoreggiamento, ricevendo le congratulazioni di Aldo Moro. Nel 1978 fu assolto con formula piena. L'assoluzione fu confermata in appello nel 1984 e in Cassazione l'anno seguente.
Durante il processo che lo riguardava, nel 1977, Miceli ammise infine l'esistenza del cosiddetto "super SID", rimandando per eventuali ulteriori domande alle "alte autorità dello stato". Miceli comparve inoltre nel 1981 nella lista degli appartenenti alla P2 (fascicolo nº 491). Il generale ammise di avere avuto rapporti con Gelli e Salvini, giustificandola come dovuta a ragioni di servizio.

### Attività politica
Vito Miceli è stato deputato alla Camera per il Movimento Sociale Italiano per tre legislature, eletto nel collegio di Roma nel 1976 e rieletto nel 1979 e nel 1983, restando a Montecitorio fino al 1987, sempre nella commissione difesa. Nel 1980 fu primo degli eletti nella lista del MSI al Consiglio comunale di Trapani, dove rimase fino al 1982. Non si ricandidò al parlamento nel 1987 e fu responsabile dell'Ufficio Forze armate del MSI fino alla morte.
Morì il 1° dicembre 1990 in seguito a un intervento chirurgico. Resero omaggio alla sua salma tra gli altri l'allora segretario del MSI Pino Rauti e il presidente della Repubblica Francesco Cossiga.